# NGC 3102
NGC 3102 (również PGC 29220 lub UGC 5418) – galaktyka eliptyczna (E-S0), znajdująca się w gwiazdozbiorze Wielkiej Niedźwiedzicy. Odkrył ją William Herschel 9 kwietnia 1793 roku.